# Ноубл, Рональд
Рональд Кеннет Ноубл (англ. Ronald Kenneth Noble, род. 1956, Нью-Джерси, США) — бывший генеральный секретарь Интерпола. Окончил университет Нью-Гэмпшира (бакалавр экономики и бизнес-администрирования) и Стэнфордскую школу права (1982). Получил орден Почётного легиона от Президента Франции Саркози (2008). Профессор школы права Нью-Йоркского университета.
Почётный профессор Уральского государственного юридического университета (2010).